# Buonaventura Ligli
Buonaventura Ligli est  un peintre italien de l'école napolitaine actif à la fin du XVIIe siècle et au début du  XVIIIe siècle surtout à Naples et à Madrid.

## Biographie
Buonaventura Ligli  fut élève de Luca Giordano à Naples, et est allé en Espagne où il a été appelé Lirios. En 1682 il vivait à Madrid, où l'on trouve un de ses tableaux, la Bataille d'Almansa.

## Œuvres
- Bataille d'Almansa, musée del Prado, Madrid.